# Leo Lerinc
Leo Lerinc (sârbă: Лeo Лepинц ; maghiară: Leo Lőrincz) (n. 30 decembrie 1975, Novi Sad, Iugoslavia) este un fost fotbalist sârb cu origini maghiare. De-a lungul carierei a evoluat la FK Vojvodina, Steaua Roșie Belgrad, FC St. Gallen, Ethnikos Achna dar și la Dinamo.